# South West Trains

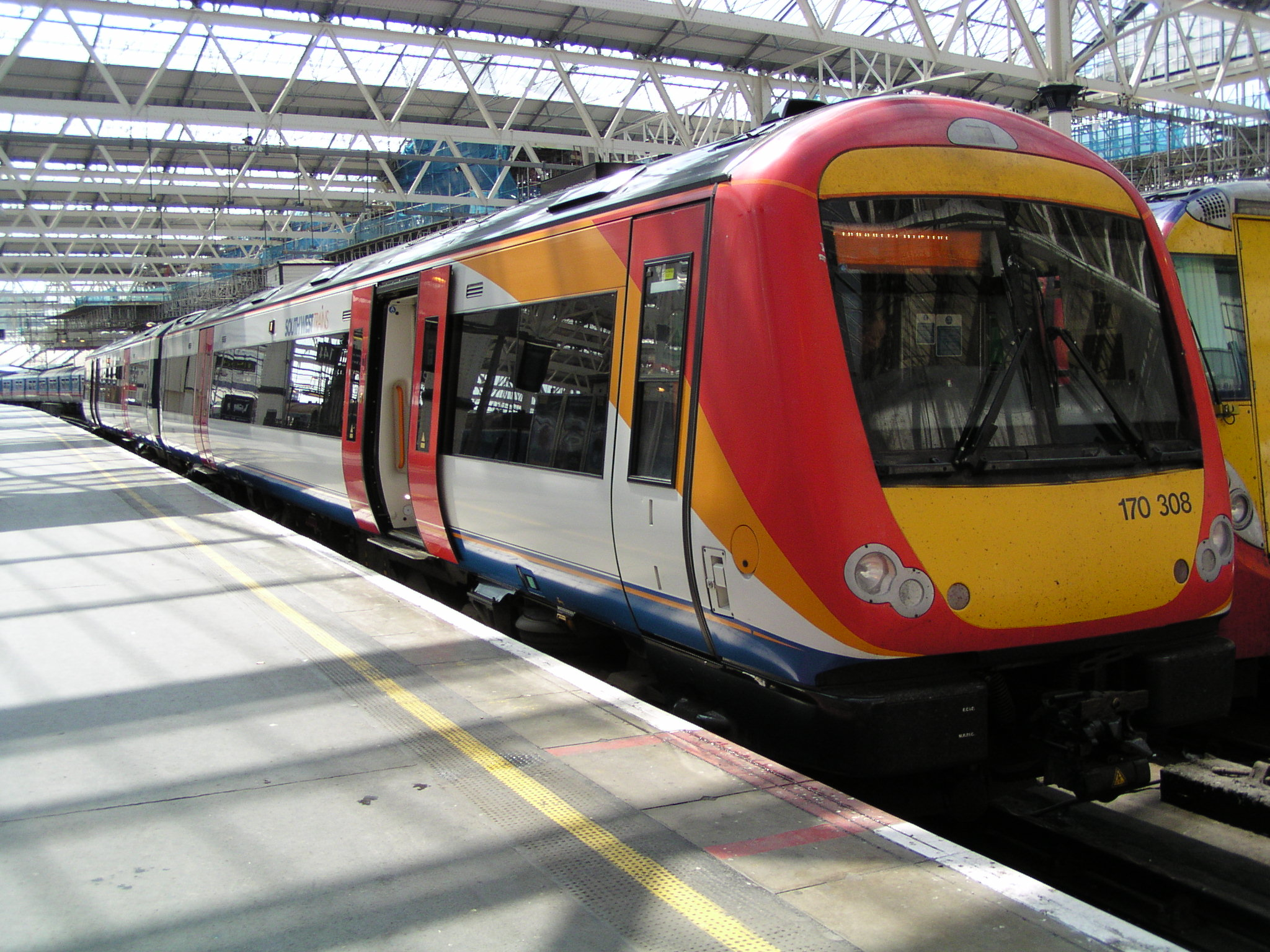
Een dieseltreinstel Class 170 ('Turbostar')

South West Trains Ltd was een Britse spoorwegonderneming. Sinds 4 februari 1996 was Stagecoach Group de houder van deze concessie en was het de eigenaar van deze spoorwegonderneming. Vanaf 20 augustus 2017 is de concessie (met een looptijd van 7 jaar) overgenomen door een joint-venture van FirstGroup en MTR, en is de naam gewijzigd in South Western Railway. De concessie omvat de exploitatie van de passagiersdiensten tussen Londen en het zuidwesten van Engeland (Hampshire, Surrey, Dorset, Wiltshire, Berkshire, Devon, Somerset, Cornwall, East en West Sussex). Het bedrijf baatte ook de voorstadstreinen in Londen uit (Greater London). Ook de Island Line op het Isle of Wight hoort bij deze concessie.
SWT verbindt grote steden zoals, Portsmouth, Southampton, Bournemouth en Exeter met Londen. Vele kleine dorpjes en voorsteden (Windsor, Reading, Basingstoke, ...) worden ook door SWT bediend.
Op heel wat lijnen rijdt in de daluren om het half uur een express of stoptrein. Tijdens de spits wordt de frequentie opgevoerd.
De 'hub' van South West trains is het station London Waterloo, een van de grootste stations van Europa. Het traject London Waterloo - Clapham Junction, waar enkel South West Trains gebruik van maakt, is een van de drukste spoorlijnen ter wereld.
Door het grote aantal reizigers en de vele treindiensten, waren vertragingen schering en inslag bij SWT, tot ontevredenheid van de pendelaars.
South West Trains (SWT) had 5250 mensen in dienst en reed op werkdagen met 1635 treinen. 207 stations werden bediend. Jaarlijks maakten bijna 143 miljoen passagiers gebruik van de diensten van South West Trains.
In 2017 werd bekend de consessie over zou gaan naar South Western Railway de consessie per 20 augustus zou gaan overnemen.